# Iglesia de Nuestra Señora de la Asunción (Villafranca de la Sierra)

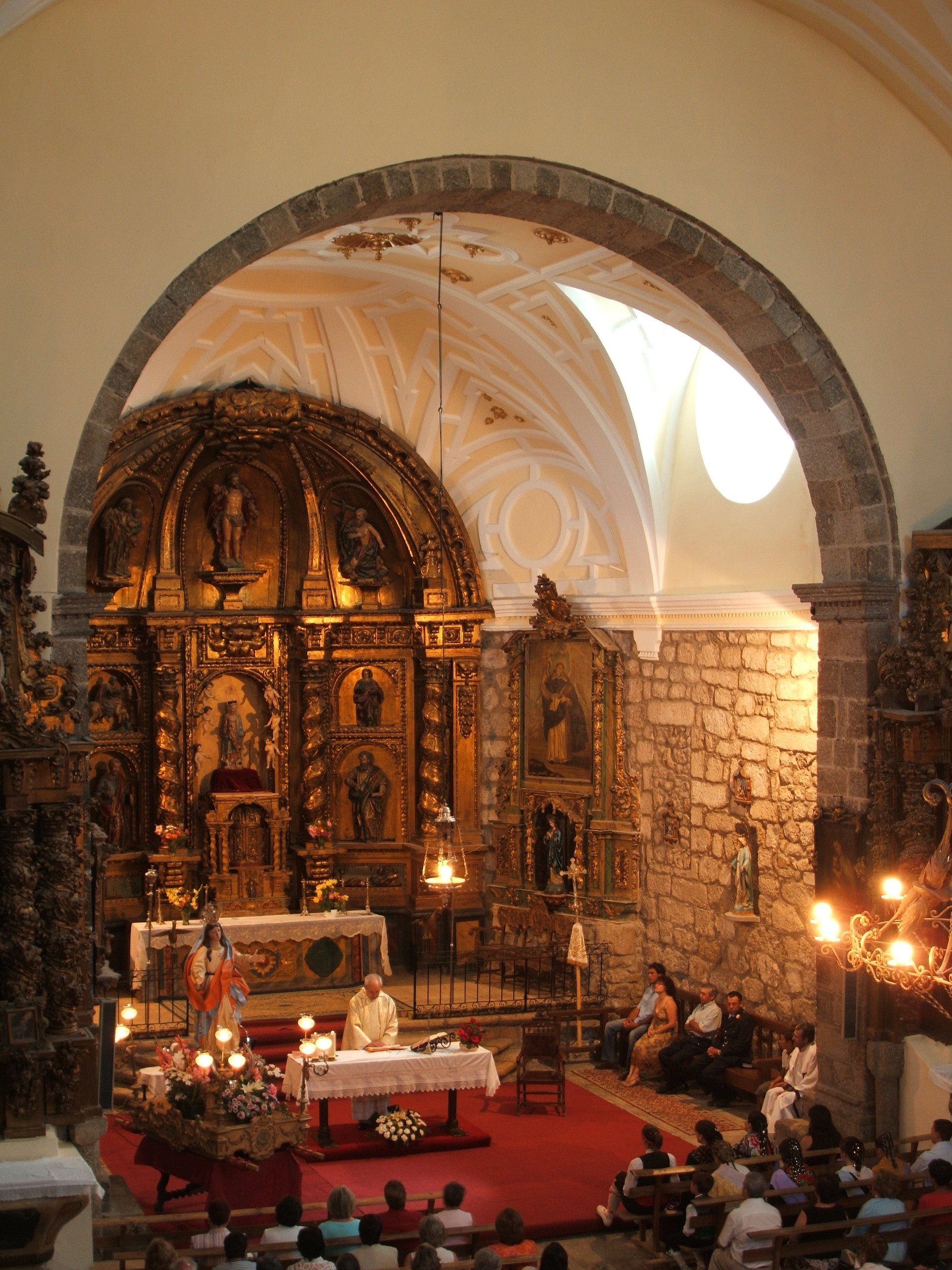
Capilla mayor de la iglesia parroquial.

La iglesia parroquial de Nuestra Señora de la Asunción en Villafranca de la Sierra (provincia de Ávila, España) es una construcción del siglo XV, de sillares, con planta de una sola nave y torre con espadaña, que se asienta sobre un templo primitivo románico. La parte más antigua, posiblemente del siglo XIV, es la capilla mayor que se cierra en semicírculo. El retablo mayor está fechado en 1690. 
El ábside es circular, con dos entradas laterales, reconstruido en el 1600. Su única nave tiene tres arcos semicirculares de rico molduraje, con bolas en sus capiteles, y basas algo complicadas, asegurando el último período ojival. Quizá sobre ellos no descansó la bóveda, sino armadura de faldones, pero lo que hoy está a la vista son bovedillas de yeso. El arco toral es así mismo redondo, rehecho en el siglo XVI. Pero la capilla mayor quizás sea más antigua que la nave, se cierra en semicírculo. Los altares son barrocos, uno de ellos con la talla del Cristo de la Salud.
En la sacristía se guarda una valiosa talla gótica de la Virgen con el Niño, procedente de la ermita de Nuestra Señora de la Capilla del siglo XIII y una cruz procesional, fechada en el año 1600, realizada por el vallisoletano Diego de Urueña, con punzón de Eredia y contraste de Ávila.
Hay un retablo con las imágenes de la Anunciación, Visitación, Nacimiento, Presentación y San Cristóbal llevando al Niño. 
El retablo central, barroco, representa a San Pedro, San Pablo y a la Virgen de la Asunción, con columnas salomónicas. 
Cuenta, además, con Coro y una pequeña capilla gótica en el oeste de la nave donde se encuentra la pila bautismal.